# Sociedade Esportiva Ypiranga Futebol Clube
La Sociedade Esportiva Ypiranga Futebol Clube, noto anche semplicemente come Ypiranga, è una società calcistica brasiliana con sede nella città di Santa Cruz do Capibaribe, nello stato del Pernambuco.

## Storia
Il club è stato fondato il 3 agosto 1938. Ha partecipato al Campeonato Brasileiro Série C nel 1995, dove è stato eliminato alla prima fase. L'Ypiranga ha vinto il Campeonato Pernambucano Série A2 nel 2004. Il club ha partecipato di nuovo al Campeonato Brasileiro Série C nel 2006, dove è stato eliminato alla prima fase.

## Palmarès

### Competizioni statali
- Campeonato Pernambucano Série A2: 1

2004